# ヘアカット100
ヘアカット100（Haircut 100）、またはヘアカット・ワン・ハンドレッド（Haircut One Hundred）は、イギリスのポップ・バンド。1980年、イギリスのケント州にてニック・ヘイワードを中心に結成された。1980年代前半に活躍したニュー・ウェイヴ・バンド。「好き好きシャーツ」「渚のラブ・プラス・ワン」などのヒット曲で知られている。

## 略歴
デビュー時のメンバーは、ニック・ヘイワード (ボーカル、ギター)、レス・ネムス (ベース)、グラハム・ジョーンズ (ギター)、フィル・スミス (サクソフォーン)、マーク・フォックス (パーカッション、ボーカル)、ブレアー・カニンガム (ドラム)。
デビュー・シングル「フェイバリット・シャツ (好き好きシャーツ)」は1981年10月に全英4位を記録した。第2弾シングル「渚のラブ・プラス・ワン」は1982年1月に全英3位、第3弾シングル「Fantastic Day」は1982年4月の全英9位、「ノーボディーズ・フール」は1982年8月の全英9位を記録した。これら4曲のヒットシングルが収録されているデビュー・アルバム『ペリカン・ウェスト』は全英2位を記録した。
1983年1月にニック・ヘイワードが脱退した。1983年にセカンド・アルバム『ペイント・アンド・ペイント』が発表されるが商業的に振るわず、1984年にグループは解散した。
2004年に一度再結成された。2009年12月18日にもロンドンで再び再結成ライブが行われた。

## 音楽
ファンカラティーナ勢のうち、ルックスやファッション・センスの良さでも目立っていた。また、音楽性についても「彼らの残したストレートに思春期を彷彿させる甘酸っぱいメロディは、日本でも未だ熱狂的な支持を獲得。性急なギター・カッティング、荒々しくも目の前がいきなり開けるようなホーン、そして青春キーワードをちりばめた詞世界…は、日常生活に追われるオトナたちをも一気にティーン・ネイジャー気分に引き戻す、ポップの魔法に満ちている」と評されており「一発屋とだけは呼んではいけない」とされる。

## バンド・メンバー
- ニック・ヘイワード (Nick Heyward)[2] – リード・ボーカル、ギター (1981年–1983年、2004年、2009年–2013年)
- レス・ネムス (Les Nemes)[2] – ベース (1981年–1984年、2004年、2009年–2013年)
- グラハム・ジョーンズ (Graham Jones)[2] – ギター (1981年–1984年、2004年、2009年–2013年)
- パトリック・ハント (Patrick Hunt) – ドラム (1981年)
- フィル・スミス (Phil Smith)[2] – サクソフォーン (1981年–1984年、2004年、2009年–2013年)
- マーク・フォックス (Marc Fox)[2] – パーカッション、ボーカル (1981年–1984年、2004年、2009年–2013年)
- ブレアー・カニンガム (Blair Cunningham)[2] – ドラム (1981年–1984年、2004年、2009年–2013年)

## ディスコグラフィ

### アルバム
- 『ペリカン・ウェスト』 - Pelican West (1982年)
- 『ペイント・アンド・ペイント』 - Paint and Paint (1984年)

### シングル
- 「フェイバリット・シャツ」 - "Favourite Shirts (Boy Meets Girl)" (1981年) ※アルバム時の邦題「好き好きシャーツ」
- 「渚のラブ・プラス・ワン」 - "Love Plus One" (1982年)
- "Fantastic Day" (1982年)
- 「ノーボディーズ・フール」 - "Nobody's Fool" (1982年)
- "Prime Time" (1983年)
- "So Tired" (1983年)
- "Too Up, Two Down" (1984年)
- "The Unloving Plum" (2024年)